# Сер Біллі
Сер Біллі (англ. Sir Billi, в США вийшов під назвою «Страж високогір’я» англ. Guardian of the Highlands) — великобританський комп'ютерний анімаційний художній фільм. Творці: Саша Хартманн та Тесса Хартман, Голоси: Крістофер Олександр, Джон Amabile, Шон Коннері, Алан Каммінг, Патрік Дойл і Кірон Елліотт.
Фільм є першим CGI анімаційним фільмом Шотландії, та тим, в якому відбулась остання акторська роль Шона Коннері, який вирішив ненадовго повернутися до роботи у світі кіно, щоб озвучити головного героя фільму.
Фільм було вироблено в Глазго протягом кількох років. З 30-хвилинної версії короткометражного фільму 2006 року, його було розширено до 80 хвилин.
Прем'єра фільму відбулася 13 квітня 2012 року, на Міжнародному кінофестивалі Sonoma.
Фільм викликало дещо негативну реакцію в британській пресі.

## В ролях
- Шон Коннері — сер Біллі
- Алан Каммінг — Гордон Коза
- Патрік Дойл — адмірал
- Greg Hemphill — пан McTavish
- Форд Kiernan — банджо Баррі
- Міріам Марголіс — баронеса Шанталь McToff
- Alex Нортон — барон McToff
- Барбара Рафферті — Барбара Jag
- Емі Сакко — Тоні Тернер
- Ларрі Салліван — Леді Серена
- Рубін Віск — Патті Тернер

## Розповсюдження
Прем’єра фільму відбулася 13 квітня 2012 року на Міжнародному кінофестивалі Сонома.
Права на глобальне розповсюдження були придбані компанією Shoreline Entertainment у жовтні 2012 р.
Обмежений випуск фільму був запланований на 13 вересня 2013 року в трьох британських кінотеатрах, після чого вийшов фільм на DVD.
Фільм вийшов в Сполучених Штатах Америки під назвою «Страж високогір'я» "Guardian of the Highlands", це також назва головної пісні фільму, що виконує Ширлі Бессі.